# Списак полуострва
У овом чланку се налази списак полуострва на планети Земљи.

## Полуострва на свету

### Евроазија
Евроазија је највећа копнена целина на свету и обухвата и Европу и Азију.

#### Континентална Европа
- Апшерон, Азербејџан
- Бретања, Француска
- Бутјадинген, Немачка
- Котентан, Француска
- Крим, Украјина
- Галипољ, Турска
- Гренен, Данска
- Хел, Пољска
- Апенинско полуострво, Италија
- Јиланд, северна Немачка и Данска
- Пениш, Португал
- Пиранско полуострво, Словенија
- Сен-Тропе, на француској ривијери
- Валхерен, Холандија
- Цуд-Бевеланд, Холандија

#### Балканско полуострво
Балканско полуострво је оивичено Јадранским, Егејским, Јонским, Мраморним и Црним морем.
- Халкидик, Грчка
- Пелион, Грчка
- Касандра, Грчка
- Тајгет, Грчка
- Атос, Грчка
- Пелопонез, Грчка
- Ситонија, Грчка
- Пељешац, Хрватска
- Истра, Хрватска

#### Пиринејско полуострво
Пиринејско полуострво или Иберијско полуострво обухвата Шпанију и Португал. Са западне стране је Атлантски океан а са источне и јужне Средоземно море. Позната полуострва су:
- Кабо Еспичел, Португалија
- Кабо де Сао Висенте, Португалија
- Троја (Португалија), Португалија
- Гибралтар (припада Уједињеном Краљевству)

#### Скандинавско полуострво
Скандинавско полуострво обухвата Шведску и Норвешку. Са запада је Атлантски океан а са југа и истока Северно и Балтичко море. 
- Сверхолтхалвоја, Норвешка
- Варангерхалвоја, Норвешка

Западна обала је више планинска и испресецана је фјордовима док са источне стране има више равница и у њима велики број језера.

#### Британско острво и Ирска
Британија је део Уједињеног Краљевства са Енглеском, Шкотском и Велсом. Припада Европи, а са Француском је спојено подводним тунелом.
- Полуострво Ардс, Округ Даун
- Аргајл, Шкотска
- Црно острво, Шкотска
- Корнвол, Девон, Самерсет и Дорсет - познато и као Весекс
- Полуострво Пенвит, Корнвол
- Кауал, Шкотска
- Данет хед, Шкотска
- Фарејд хед, Шкотска
- Полуострво Гауер, Свонзи
- Острво паса, Лондон
- Острво Пурбек, Дорсет
- Кинтајер, Шкотска
- Нојдарт, Шкотска
- Полуострво Фејн, Велс
- Ротерхит, Лондон
- Сперн, Јоркшир
- Стрети поинт, Шкотска
- Лизард, Корнвол
- Вајрал, Чешир и Мерзисајд

#### Ирска
Острво Ирска обухвата Републику Ирску и Северну Ирску, део Уједињеног Краљевства.
- Полуострво Ликејл, Северна Ирска
- Маги, Северна Ирска
- Полуострво Беара
- Полуострво Кули
- Полуострво Дингл
- Полуострво Фенад
- Полуострво Хук
- Хорн Хед
- Хаут Хед
- Ајнишауен
- Полуострво Ајвераг
- Мајзен Хед
- Полуострво Малет
- Розгил
- Шипс Хед

#### Блиски исток
- Синајско полуострво, Египат
- Фауско полуострво, Ирак
- Капидаги Јаримадаси, Турска
- Датча полуострво, Турска
- Мусандамско полуострво, Оман
- Катарско полуострво, Катар
- Арабијско полуострво, Саудијска Арабија
- Мала Азија, Турска

#### Русија
- Полуострво Чукчи
- Полуострво Камчатка
- Полуострво Кола
- Полуострво Рибачиј
- Самланд
- Тајмурско олуострво
- Полуострво Јамал

#### Казахстан
- Полуострво Мангишлак

#### Индијски потконтинент
- Мумбај град
- Катијаварско полуострво, Гуџарат
- Гвадарско полуострво, Пакистан

#### Кина
- Коулунско полуострво, Хонгконг
- Лејџуско полуострво
- Љадоншко полуострво
- Шандоншко полуострво

#### Кореја
Северна и Јужна Кореја чине Корејско полуострво.

#### Јапан
Кјушу:
- Њиши-соноги полуострво
- Кзњисаки полуострво

Хоншу:
- Ширја-заки
- Ошика полуострво
- Ното полуострво
- Oga полуострво
- Миура полуострво
- Boco полуострво
- Инубо-заки
- Изу полуострво

#### Југоисточна Азија
- Малајско полуострво
- Ка Мау полуострво, Вијетнам

#### Филипини
- Полуострво Батан
- Полуострво Бондок, Лузон
- Замбоанга, Минданао
- Полуострво Сан Илдефонсо, Лузон

#### Индонезија
- Јамауско полуострво
- Семенанџунг Бламбанган, Џава,
- Семенанџунг Минахаса, Сулавеси
- Источно полуострво, Сулавеси
- Југоисточно полуострво, Сулавеси
- Јужно полуострво, Сулавеси

### Америка

#### Сједињене Америчке Државе
- Аљаска
- Горње полуострво Мичигена, Мичиген
- Доње полуострво Мичигена, Мичиген
- Кејп Код, Масачусетс
- Полуострво Вирџинија, Вирџинија,
- Полуострво Делмерва, делови Делавера, Мериленда и Вирџиније
- Полуострво Дор, Висконсин, у језеро Мичиген
- Полуострво Кенај, Аљаска
- Полуострво Кивино, Мичиген, у Горњем језеру
- Полуострво Кливленд, Аљаска
- Полуострво Ки, Вашингтон
- Полуострво Лилано, Мичиген
- Полуострво Мидл, Вирџинија
- Мокапу, Хаваји
- Нордерн Нек, Вирџинија
- Полуострво Олд Мишн, Мичиген
- Полуострво Олимпик, Вашингтон
- Полуострво Пинелас, Флорида
- Полуострво Сан Франциско, Калифорнија
- Сенди Хук, Њу Џерзи
- Флорида

#### Канада
- Полуострво Аделејд, Нунавут
- Полуострво Авалон, Њуфаундленд
- Полуострво Бенкс, Нунавут
- Полуострво Бероу, Нунавут
- Бекер Полуострво, Нунавут
- Бикман Полуострво, Нунавут
- Полуострво Бел, Нунавут
- Полуострво Блант, Нунавут
- Полуострво Бонависта, Њуфаундленд,
- Полуострво Бутија, Нунавут
- Полуострво Борден, Нунавут
- Полуострво Бродер, Нунавут
- Полуострво Брус, Онтарио
- Полуострво Бурин, Њуфаундленд
- Полуострво Колин Арчер, Нунавут
- Полуострво Колинсон, Нунавут
- Полуострво Камберленд, Нунавут
- Полуострво Дајмонд Џенс, Северозападне Територије
- Полуострво Даглас, Северозападне Територије
- Полуострво Данлас, Северозападне Територије/Нунавут
- Полуострво Фокси, Нунавут
- Полуострво Хол, Нунавут
- Полуострво Хенри Кејтер, Нунавут
- Полуострво Кент, Нунавут
- Полуострво Лабрадор
- Полуострво Лит, Северозападне Територије
- Long Point, Онтарио
- Полуострво Мелвил, Нунавут
- Полуострво Мета Инкогнита, Нунавут
- Полуострво Наткусјак, Северозападне територије/Нунавут
- Полуострво Норт, Онтарио
- Нова Шкотска
- Полуострво Пенгертот, Нунавут
- Полуострво Пери, Северозападне Територије
- Полуострво Гаспезија, Квебек
- Полуострво Унгава, Квебек
- Pethel Полуострво, Северозападне Територије
- Поинт Пели, Онтарио
- Полуострво Порт о Порт, Њуфаундленд
- Полуострво принца Алберта, Северозападне Територије
- Полуострво принца Едварда, Онтарио
- Полуострво Симпсон, Нунавут
- Полуострво Сјорарсук, Нунавут
- Полуострво Стинсби, Нунавут
- Полуострво Сторкерсон, Северозападне Територије/Нунавут
- Острво Ванкувер (јужни део), Британска Колумбија
- Полуострво Воластон, Северозападне Територије/Нунавут

#### Гренланд
Гренланд је острво у Атлантском океану, припада Данској а због ниских температура углавном је прекривен снегом и ледом.
- Алфред Вегенерс Халво
- Хајес Халво
- Ингнерит
- Нусуак Халво
- Свартенхук Халво

#### Мексико
- полуострво Доња Калифорнија, Мексико, које обухвата државу Доња Калифорнија и државу Јужна Доња Калифорнија
- Јукатанско полуострво, које делом раздваја Мексички залив од Карипског мора

#### Средња Америка
- Азуерско полуострво, Панама

#### Јужна Америка
- Парагуанана, Венецуела
- Араја полуострво, Венецуела
- Брунсвик полуострво, Чиле
- Гуахира полуострво, Колумбија
- Паракас полуострво, Перу
- Парија полуострво, Венецуела
- Таитао полуострво, Чиле
- Верде полуострво, Аргентина
- Валдес полуострво, Аргентина

#### Кариби
- Баријо Обреро, Порторико, упркос његовог имена, јест такође полуострво

### Аустралија и Океанија

#### Аустралија
- Полуострво Бикрофт, Нови Јужни Велс
- Полуострво Кејп Јорк, Квинсленд
- Полуострво Кобург, Северна Територија
- Полуострво Ејр, Јужна Аустралија
- Полуострво Флорију, Јужна Аустралија
- Полуострво Фројсине, Тасманија
- Полуострво Инскип, Квинсленд
- Територија Џервис Беј
- Полуострво Морнингтон, Викторија
- Полуострво Тасман, Тасманија
- Вилсонс Промонтори, Викторија
- Полуострво Јорк, Јужна Аустралија
- Полуострво Јангсхазбенд, Јужна Аустралија

#### Нови Зеланд
- Полуострво Бенкс, Јужно острво
- Полуострво Блаф, Јужно острво
- Брим Хед, Северно острво
- Кејп Брет, Северно острво
- Кејп Кембел, Јужно острво
- Кејп Фаулвинд, Јужно острво
- Кејп Киднеперс, Северно острво
- Кејп Турнаген, Северно острво
- Полуострво Коромендел, Северно острво
- Фервел Спит, Јужно острво
- Полуострво Кајкура, Јужно острво
- Полуострво Карикари, Северно острво
- Полуострво Махиа, Северно острво
- Полуострво Мирамар, Северно острво
- Планина Маунгануи, Северно острво
- Планина Никарагва, Северно острво
- Полуострво Северни Окленд, Северно острво
- Полуострво Отаго, Јужно острво
- Тивај Поинт, Јужно острво
- Полуострво Вангапараоа, Северно острво

#### Папуа Нова Гвинеја
- Газелско полуострво, Нова Британија
- Хуоново полуострво

### Африка
- Бакаси, Камерун али у спору са Нигеријом
- Бурско полуострво, Еритреја
- Кабо Бланко, Мауританија/Западна Сахара
- Рт добре наде, Јужна Африка
- Кап Верт, Сенегал
- Сеута, Шпанија
- Пунта Дурнфорд, Западна Сахара
- Рас Хафунско полуострво, Сомалија

#### Острва Мадеира(Португалија)
- Понта де Сао Луренцо

### Антарктик
- Полуострво Антарктик
- Полуострво Едварда VII
- Полуострво Флечер
- Полуострво Фаулер
- Полуострво Мартин